# Heliconius aglaspis
Heliconius aglaspis är en fjärilsart som beskrevs av Hans Ferdinand Emil Julius Stichel 1923. Heliconius aglaspis ingår i släktet Heliconius och familjen praktfjärilar. Inga underarter finns listade i Catalogue of Life.